# Communauté de communes du Haut Beaujolais
Die Communauté de communes du Haut Beaujolais ist ein ehemaliger französischer Gemeindeverband mit Rechtsform einer Communauté de communes im Département Rhône, dessen Verwaltungssitz sich in dem Ort Monsols befand. Das zugehörige Gebiet lag in der Nordwestecke des Départements und umfasste die Berglandschaft des oberen und nördlichen Beaujolais, die sich bis auf etwa 1000 m erhebt, ohne dass hier der für das Beaujolais typische Weinbau betrieben wird. Der Gemeindeverband bestand aus zwölf Gemeinden auf einer Fläche von 164,8 km2.

## Aufgaben
Zu den vorgeschriebenen Kompetenzen gehörten die Entwicklung und Förderung wirtschaftlicher Aktivitäten, der Tourismus und die Raumplanung auf Basis eines Schéma de Cohérence Territoriale. Der Gemeindeverband bestimmte die Wohnungsbaupolitik und betrieb die Müllabfuhr, die dezentrale Abwasserbehandlung und die Straßenmeisterei. Zusätzlich baute und unterhielt der Verband Kultur- und Sporteinrichtungen und förderte Veranstaltungen in diesen Bereichen. Er war außerdem zuständig für den Ausbau der Telekommunikations- und Datenübertragungsnetze auf seinem Gebiet.

## Historische Entwicklung
Mit Wirkung vom 1. Januar 2017 fusionierte der Gemeindeverband mit der Communauté de communes Saône Beaujolais (vor 2017) und bildete unter Einbeziehung der Gemeinde Saint-Georges-de-Reneins die gleichnamige Nachfolgeorganisation Communauté de communes Saône-Beaujolais. Trotz der Namensgleichheit handelt es sich um eine Neugründung mit anderer Rechtspersönlichkeit.

## Ehemalige Mitgliedsgemeinden
Folgende zwölf Gemeinden gehörten der Communauté de communes du Haut Beaujolais an:
1. Aigueperse
2. Azolette
3. Deux-Grosnes
4. Ouroux
5. Propières
6. Saint-Bonnet-des-Bruyères
7. Saint-Christophe
8. Saint-Clément-de-Vers
9. Saint-Igny-de-Vers
10. Saint-Jacques-des-Arrêts
11. Saint-Mamert
12. Trades